# OGLE-2005-BLG-169L b
OGLE-2005-BLG-169L b ist ein Exoplanet, der den Roten Zwerg OGLE-2005-BLG-169L alle 3300 Tage umkreist. Auf Grund seiner hohen Masse wird angenommen, dass es sich um einen Gasplaneten handelt.

## Entdeckung
Anders als die Mehrzahl aller Exoplaneten wurde dieser mit Hilfe der Microlensingmethode entdeckt.
Der Planet wurde vom OGLE-Projekt im Jahr 2005 entdeckt.

## Umlauf und Masse
Der Planet umkreist seinen Stern in einer Entfernung von ca. 2,8 Astronomischen Einheiten und hat eine Masse von ca. 12,72 Erdmassen bzw. 0,04 Jupitermassen.